# سانیو شینکانسن
سانیو شینکانسن (انگلیسی: San'yō Shinkansen) یک خط راه‌هن تندرو شینکانسن در کشور ژاپن است که از شهر اوساکا شروع و در شهر فوکوئوکا به پایان می‌رسد.
این راه‌آهن که در سال ۱۹۷۲ راه‌اندازی شده دارای ۱۹ ایستگاه و ۵۵۳٫۷ کیلومتر طول می‌باشد.

## نگارخانه

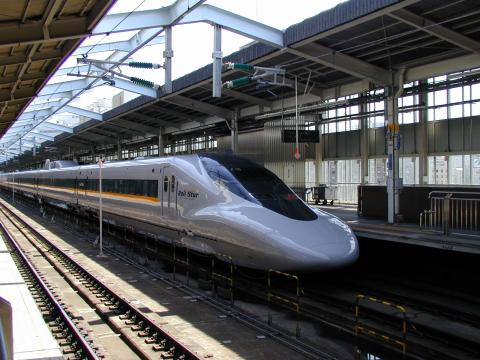
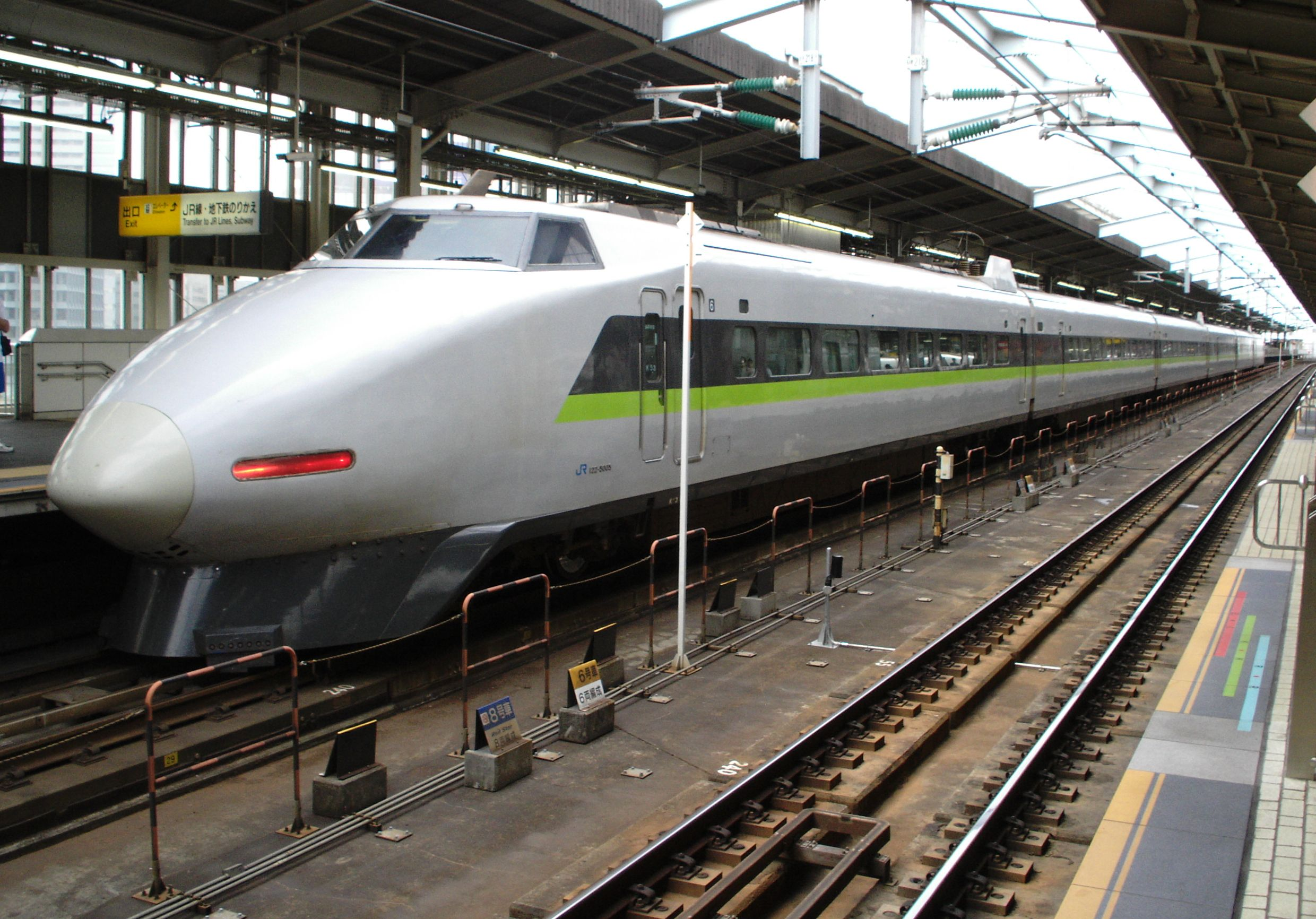
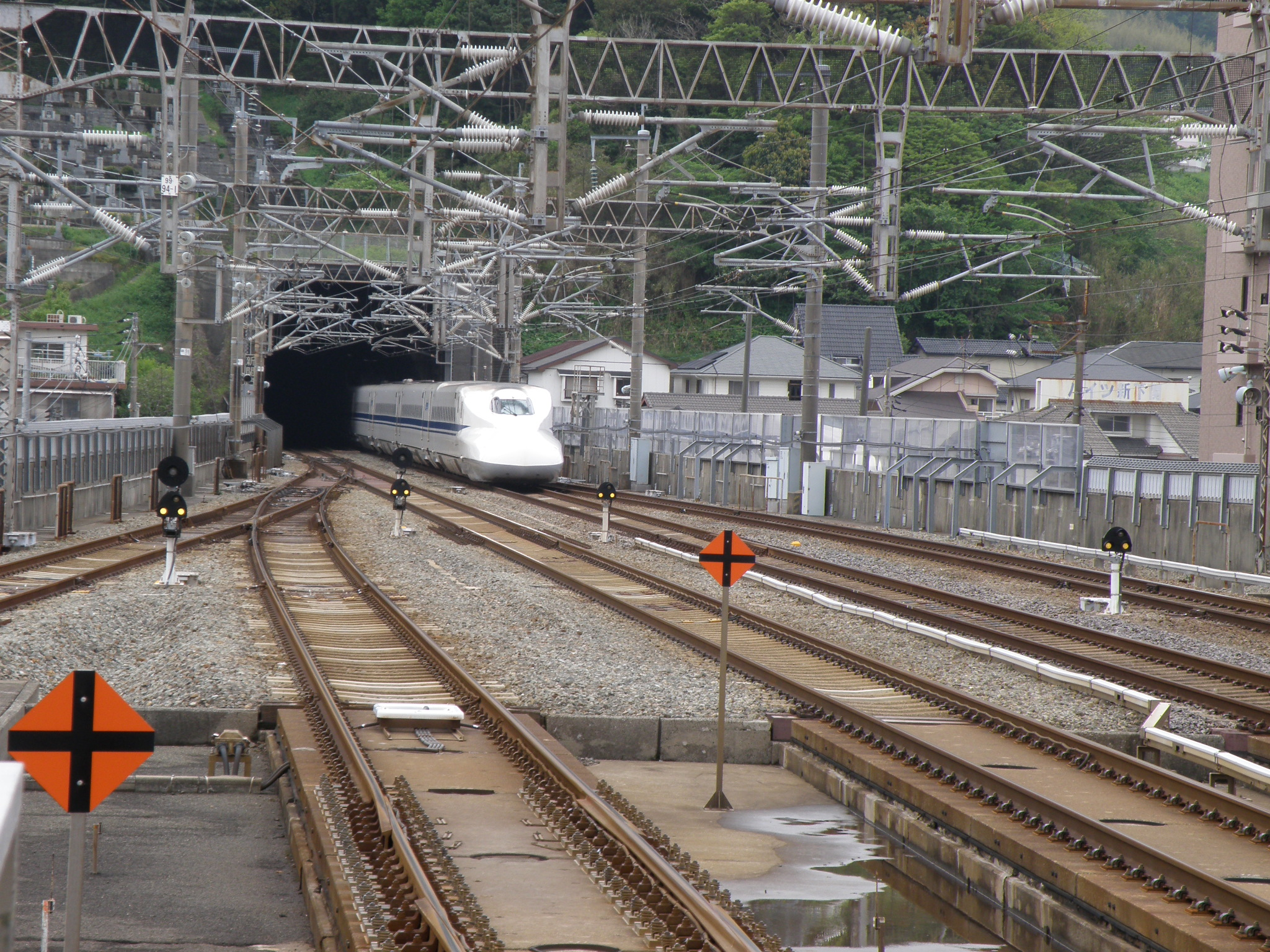
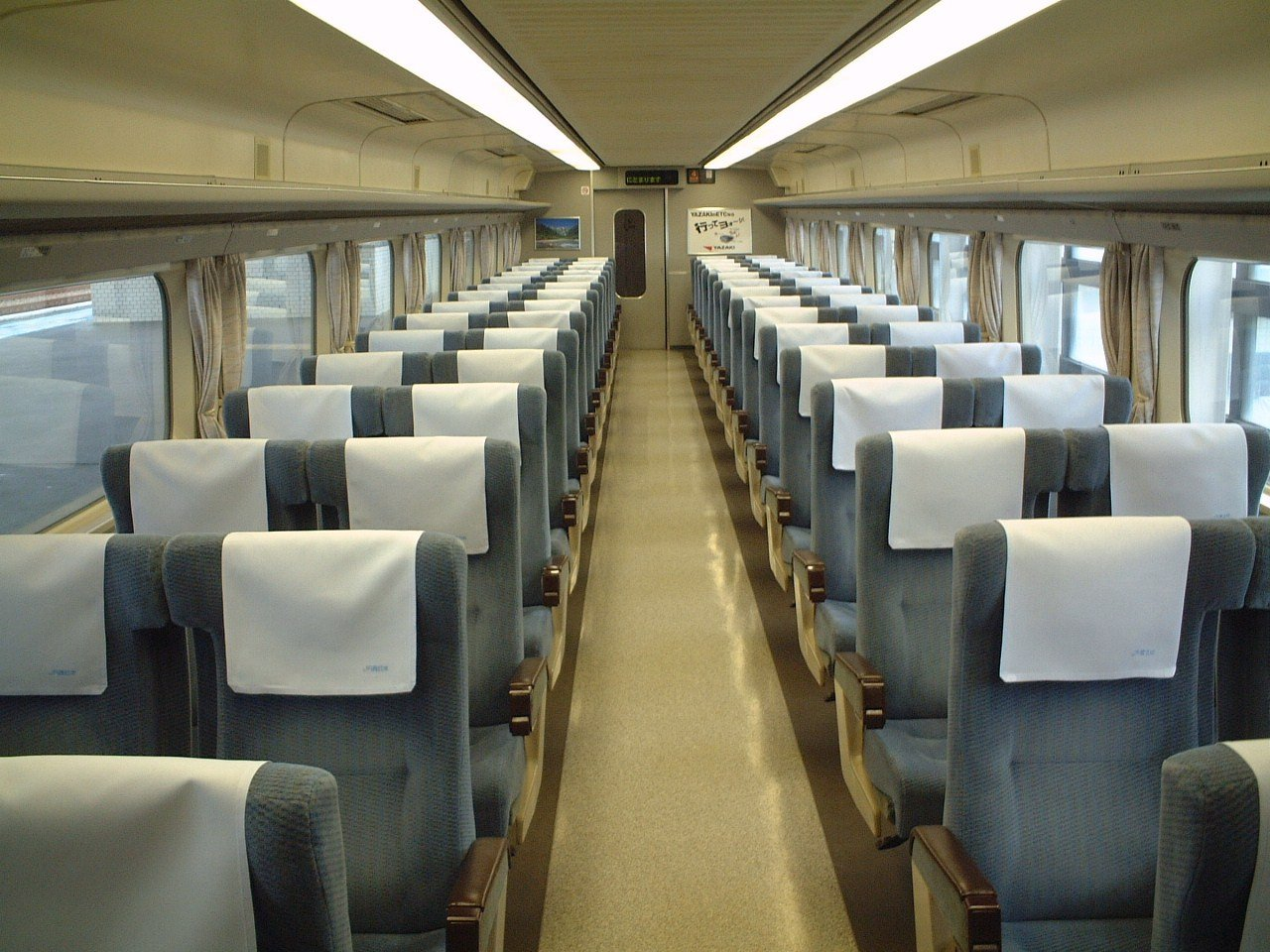